# Лігуласький район
Лі́гуласький райо́н (ест. Lihula rajoon, рос. Лихулаский район) — адміністративно-територіальна одиниця Естонської РСР з 26 вересня 1950 до 14 квітня 1961 року.

## Географічні дані
Площа району станом на 1955 рік — 1304,5 км2, чисельність населення на 15 січня 1959 року становила 11 829 осіб.
Адміністративний центр — селище міського типу Лігула.

## Історія
26 вересня 1950 року в процесі скасування в Естонській РСР повітового та волосного адміністративного поділу утворено Лігуласький сільський район, який безпосередньо підпорядковувався республіканським органам. До складу новоутвореного району ввійшли селище міського типу Лігула як адміністративний центр та 14 сільських рад: Варбласька, Вигмаська, Ганіласька, Карузеська, Кірбласька, Коонґаська, Кулліська, Липеська, Лігуласька, Массуська, Меелваська, Митсуська, Мігкліська, Туудіська.
Після прийняття 3 травня 1952 року рішення про поділ Естонської РСР на три області Лігуласький район включений до складу Пярнуської області. Проте вже 28 квітня 1953 року області в Естонській РСР були скасовані і в республіці знов повернулися до республіканського підпорядкування районів.
20 березня 1954 року відбулася зміна кордонів між районами Естонської РСР, зокрема Лігуласький район отримав 35,6 га земель від Пярнуського району і віддав зі свого боку 40 га — Мяр'ямааському району та 158,7 га — Пярнуському району.
17 червня 1954 року розпочато в Естонській РСР укрупнення сільських рад, після чого в Лігулаському районі замість 14 залишилися 7 сільрад: Варбласька, Ганіласька, Карузеська, Кірбласька, Коонґаська, Липеська й Туудіська.
3 вересня 1960 року в Лігулаському районі ліквідовано 2 сільради: Карузеську, територія якої поділена між Варблаською та Ганілаською сільрадами, і Липеську, її територія приєднана до Варбласької та Коонґаської сільрад.
14 квітня 1961 року скасовано Лігуласький район, його територія поділена між Гаапсалуським районом (Ганіласька, Кірбласька й Туудіська сільські ради) та Пярнуським міським округом (селище Лігула та Варбласька й Коонґаська сільські ради переведені в підпорядковування Пярнуській міській раді).

## Адміністративні одиниці
| Сільрада   | 1950 | 1954 | 1954 | 1960 | 1961 |
| ---------- | ---- | ---- | ---- | ---- | ---- |
| Варбласька |      |      |      |      |      |
|            |      |      |      |      |      |
|            |      |      |      |      |      |
| Вигмаська  |      |      |      |      |      |
|            |      |      |      |      |      |
|            |      |      |      |      |      |
| Ганіласька |      |      |      |      |      |
|            |      |      |      |      |      |
|            |      |      |      |      |      |
| Карузеська |      |      |      |      |      |
|            |      |      |      |      |      |
|            |      |      |      |      |      |
| Кірбласька |      |      |      |      |      |
|            |      |      |      |      |      |
|            |      |      |      |      |      |
| Коонґаська |      |      |      |      |      |
|            |      |      |      |      |      |
|            |      |      |      |      |      |
| Кулліська  |      |      |      |      |      |
|            |      |      |      |      |      |
|            |      |      |      |      |      |

| Сільрада   | 1950 | 1954 | 1954 | 1960 | 1961 |
| ---------- | ---- | ---- | ---- | ---- | ---- |
| Липеська   |      |      |      |      |      |
|            |      |      |      |      |      |
|            |      |      |      |      |      |
| Лігуласька |      |      |      |      |      |
|            |      |      |      |      |      |
|            |      |      |      |      |      |
| Массуська  |      |      |      |      |      |
|            |      |      |      |      |      |
|            |      |      |      |      |      |
| Меелваська |      |      |      |      |      |
|            |      |      |      |      |      |
|            |      |      |      |      |      |
| Митсуська  |      |      |      |      |      |
|            |      |      |      |      |      |
|            |      |      |      |      |      |
| Мігкліська |      |      |      |      |      |
|            |      |      |      |      |      |
|            |      |      |      |      |      |
| Туудіська  |      |      |      |      |      |
|            |      |      |      |      |      |
|            |      |      |      |      |      |

## Друкований орган
20 лютого 1951 року тричі на тиждень почала виходити газета «Koit» («Койт», «Зоря»), друкований орган Лігуласького  районного комітету комуністичної партії Естонії та Лігуласької  районної ради депутатів трудящих. Останній номер вийшов 20 квітня 1961 року.